# サイモン・メレルズ
サイモン・メレルズ（Simon Merrells、1965年7月14日 - ）は、イギリスの俳優。

## 出演作品
- スパルタカスIII　ザ・ファイナル（マルクス・クラッスス）
- ウルフマン
- グッド・オーメンズ　(テレビドラマシリーズ)
- ロード・オブ・ザ・リング:力の指輪 The Lord of the Rings: The Rings of Power (2022)